# Beilschmiedia hermanii
Beilschmiedia hermanii är en lagerväxtart som beskrevs av Robyns & Wilczek. Beilschmiedia hermanii ingår i släktet Beilschmiedia och familjen lagerväxter. Inga underarter finns listade i Catalogue of Life.